# 乌马河林业局
乌马河林业局是一个位于中华人民共和国黑龙江省伊春市乌翠区的类似乡级单位，亦是黑龙江伊春森工集团所属的一个林业局。
乌马河林业局位于小兴安岭中部南麓，施业区面积122531公顷，其中有林地面积105377公顷，森林覆被率89.7%。

## 行政区划
乌马河林业局下辖以下单位：
东方红农场、河北经营所、伊青经营所和伊林经营所。